# Aeroporto Internacional de Pittsburgh

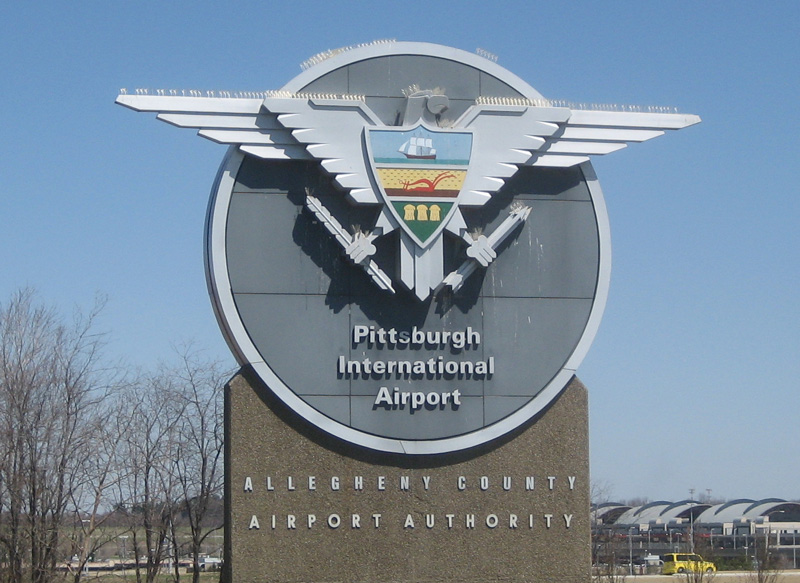
Entrada

O Aeroporto Internacional de Pittsburgh ou, na sua forma portuguesa, de Pitsburgo (em inglês:  Pittsburgh International Airport) é um aeroporto internacional em Moon Township, em Pensilvânia, e que serve principalmente à cidade de Pittsburgh, ele fica a 30 km do centro de Pittsburgh. É o segundo mais movimentado do estado, depois do Aeroporto Internacional de Filadélfia. O aeroporto é utilizado principalmente para voos comerciais, tendo 290 voos diários para 80 destinos por 19 companhias aéreas, mas também serve para fins militares e ainda, mas em menor uso, voos de carga.
O Aeroporto Internacional de Pittsburgh ocupa mais de 45 km² (12 900 acres), fazendo dele o quarto maior aeroporto dos Estados Unidos. É tão grande que o Aeroporto Internacional O'Hare e o Aeroporto Internacional de Atlanta caberiam confortavelmente em sua área.
Boa parte da ação do filme "She is out of my league" decorre neste aeroporto.